# 117712 Podmaniczky
117712 Podmaniczky è un asteroide della fascia principale. Scoperto nel 2005, presenta un'orbita caratterizzata da un semiasse maggiore pari a 2,4260552 UA e da un'eccentricità di 0,1930662, inclinata di 3,45302° rispetto all'eclittica.